# 直背杓蛤
直背杓蛤（学名：Cuspidaria prolatissima），又稱神燈杓蛤，是笋螂目杓蛤科杓蛤属的一种。主要分布于中国大陆、台湾，常栖息在浅海沙底。